# Ootmarsum

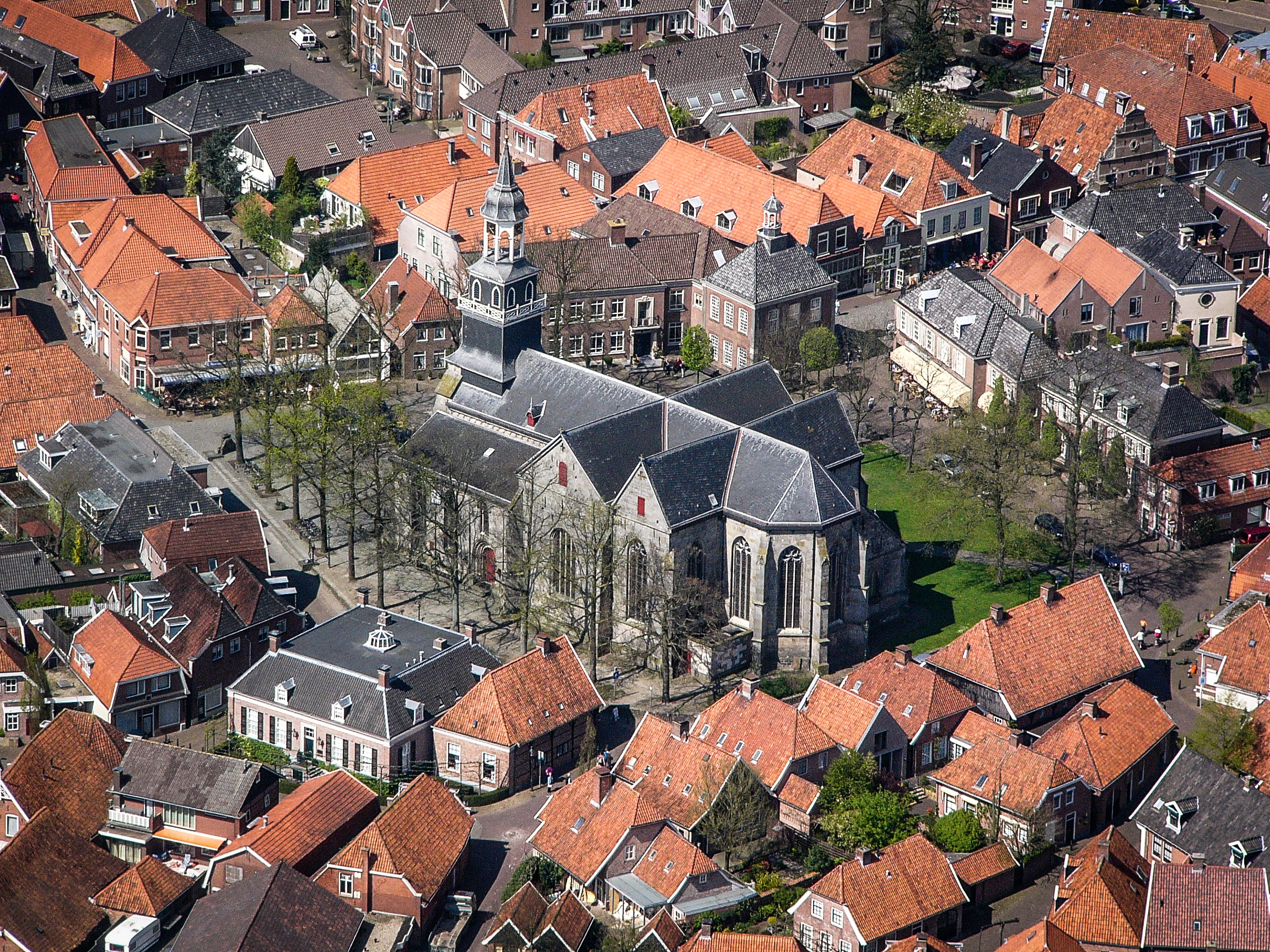
La plaza de iglesia de Ootmarsum

Ootmarsum (en bajo sajón neerlandés: Oatmörsken / Oatmörske) es una pequeña ciudad en el municipio de Dinkelland, en la región del Twente, en la provincia de Overijssel de los Países Bajos.
El 1 de enero de 2018 la ciudad contaba con 4.445 habitantes.

## Historia
Ootmarsum fue un municipio independiente hasta el 1 de enero de 2001 cuando se fusionó con Denekamp y Weerselo para formar el nuevo municipio de Dinkelland. 
En el siglo XVI, Ootmarsum fue parte de los Países Bajos Españoles. Hasta que en 1597 durante la guerra de los Ochenta Años, fue capturada por Mauricio, Príncipe de Orange. Hoy se puede ver una bala de cañón del sitio todavía incrustada en la iglesia.

## Personas ilustres
- Johann Georg van Caspel (1870-1928), arquitecto y ilustrador.
- Han Polman (1963), político.
- Tom Veelers (1984), ciclista.

## Galería

Arte en Ootmarsum
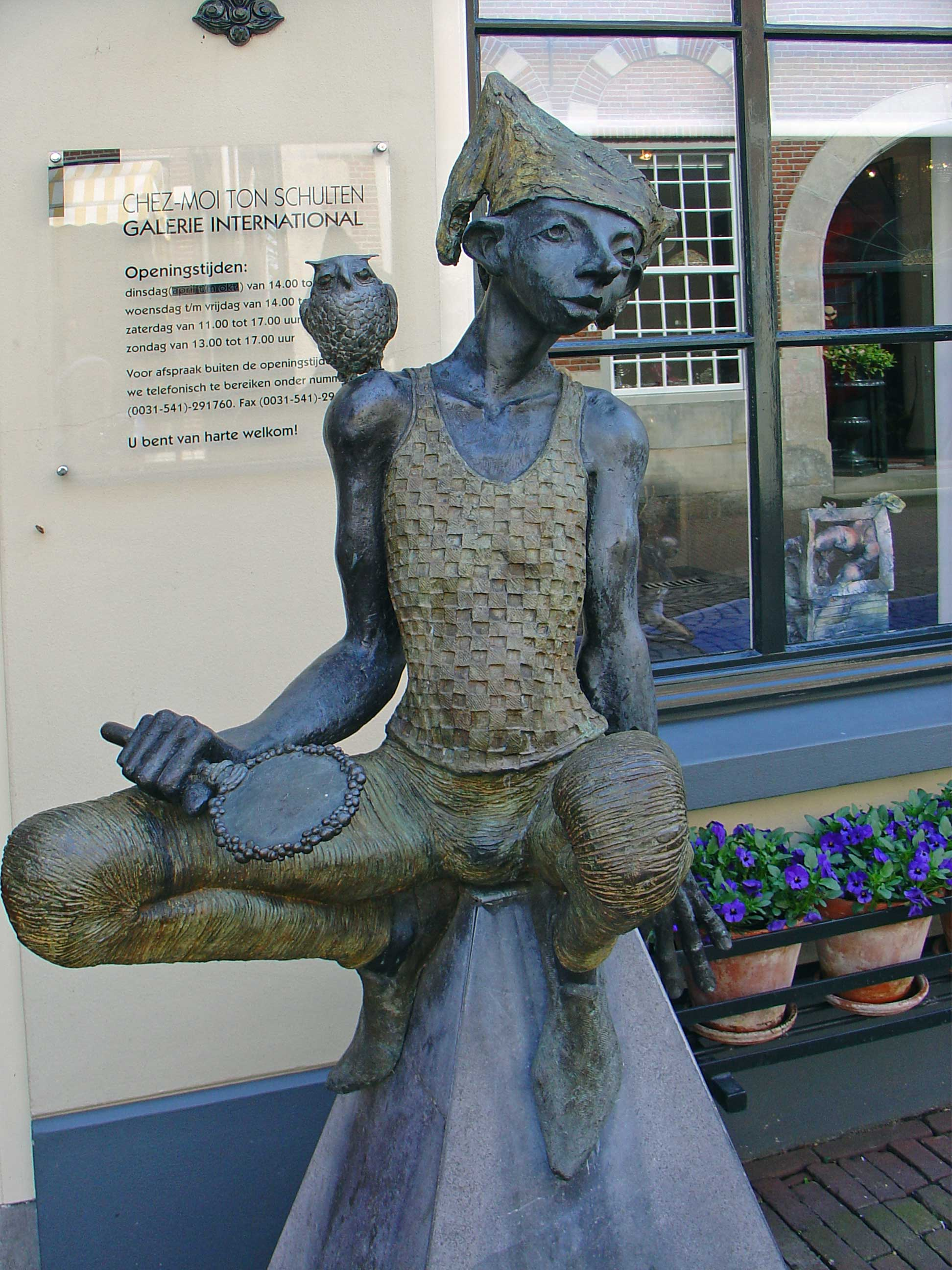
Till Eulenspiegel
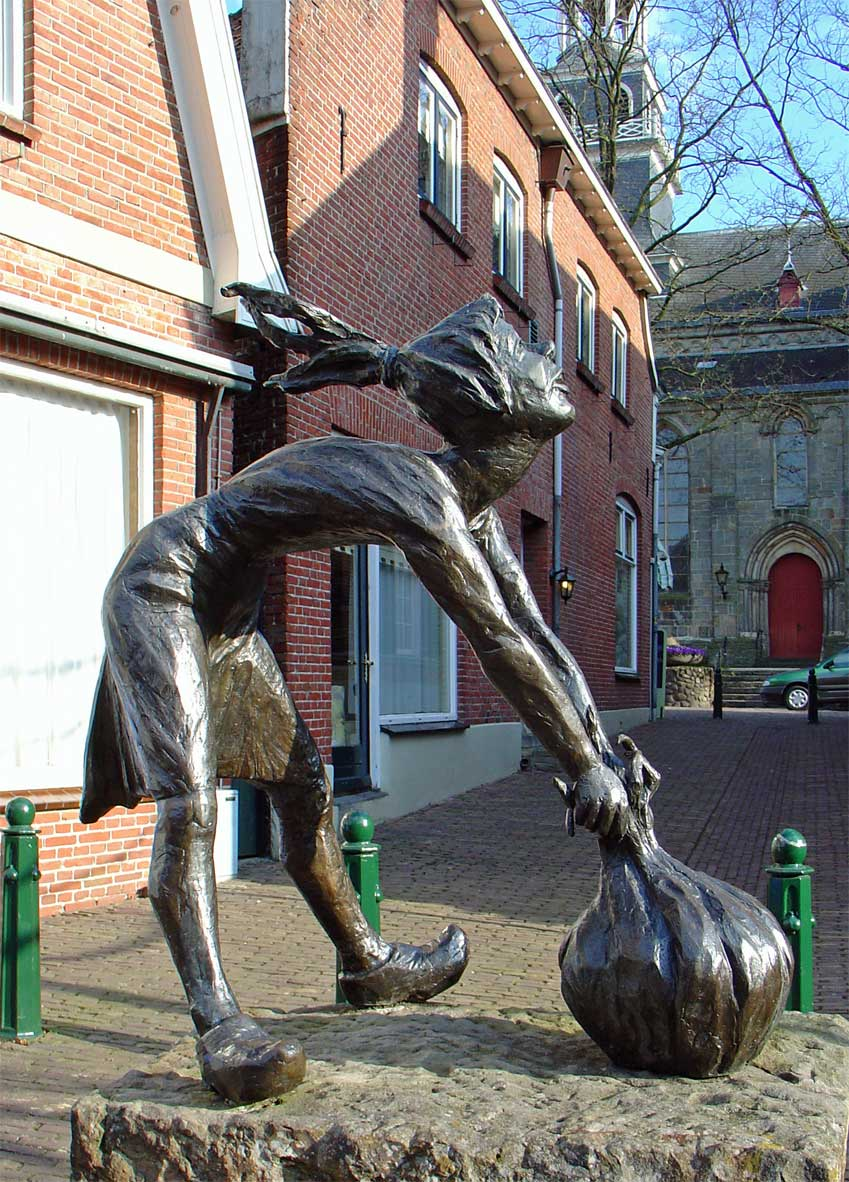
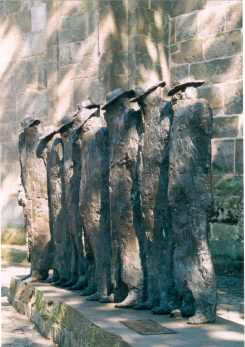